# Constance Talmadge
Constance Alice Talmadge (Brooklyn, Nueva York; 19 de abril de 1898-Los Ángeles, California; 23 de noviembre de 1973), fue una actriz estadounidense.

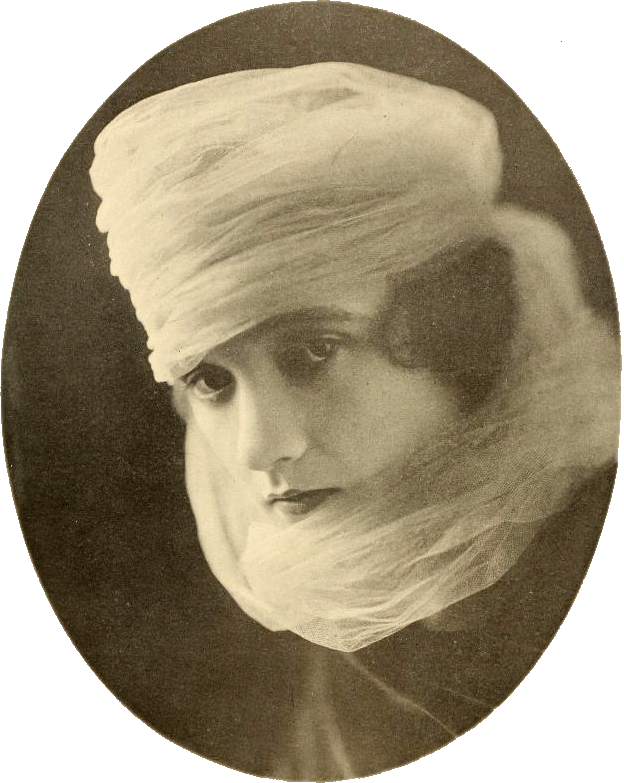
Foto de Constance Talmadge en The Photo-Play Journal, 1917

## Biografía

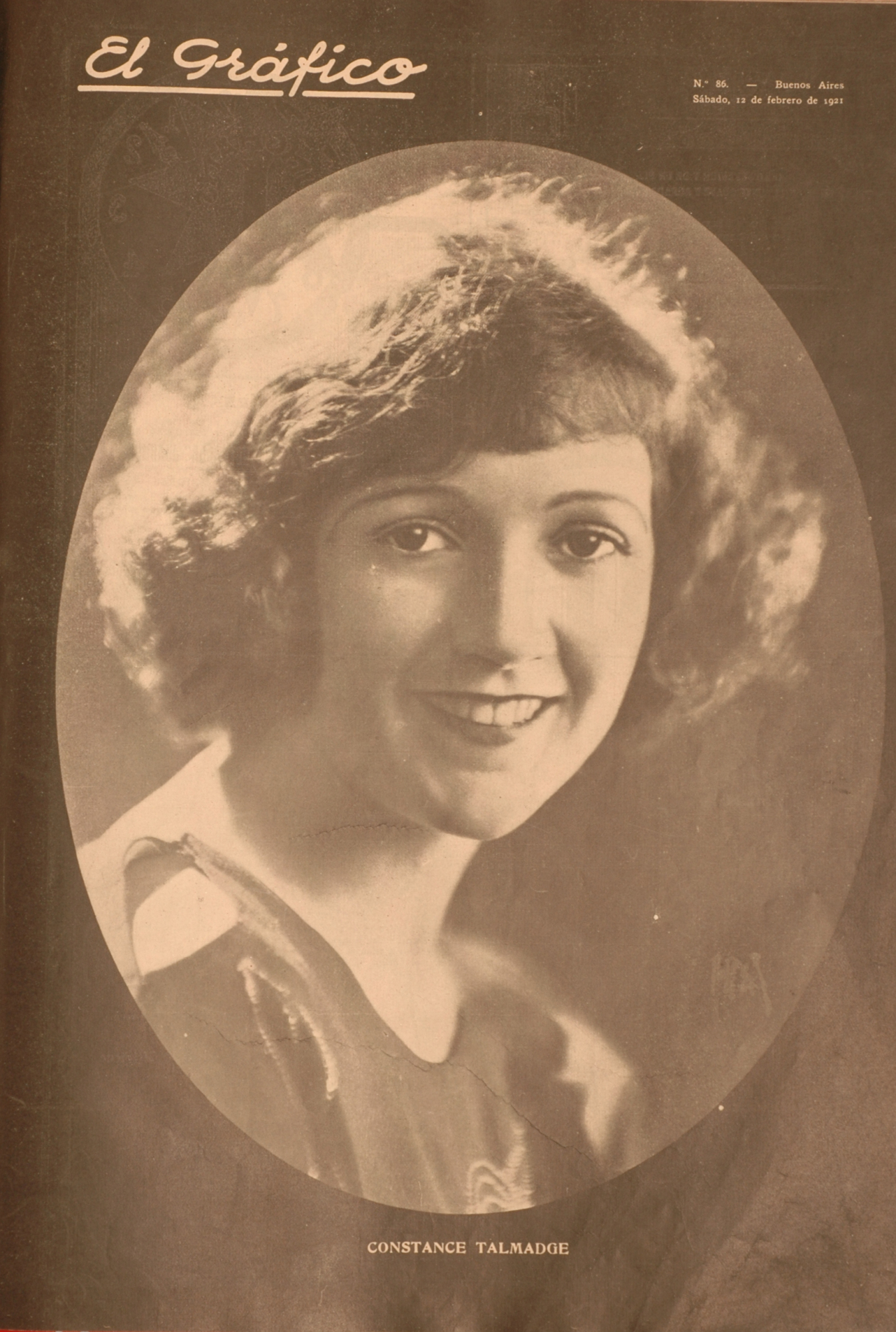
Constance Talmadge en El Gráfico (1921)

Constance, sus hermanas Natalie y Norma Talmadge y su madre Peg fueron abandonadas por Fred, el padre alcohólico, a finales del siglo XIX. Esa fue la razón de que ella y sus hermanas buscaran empleo como modelos y actrices, lo que ella y Norma llegarían a conseguir.

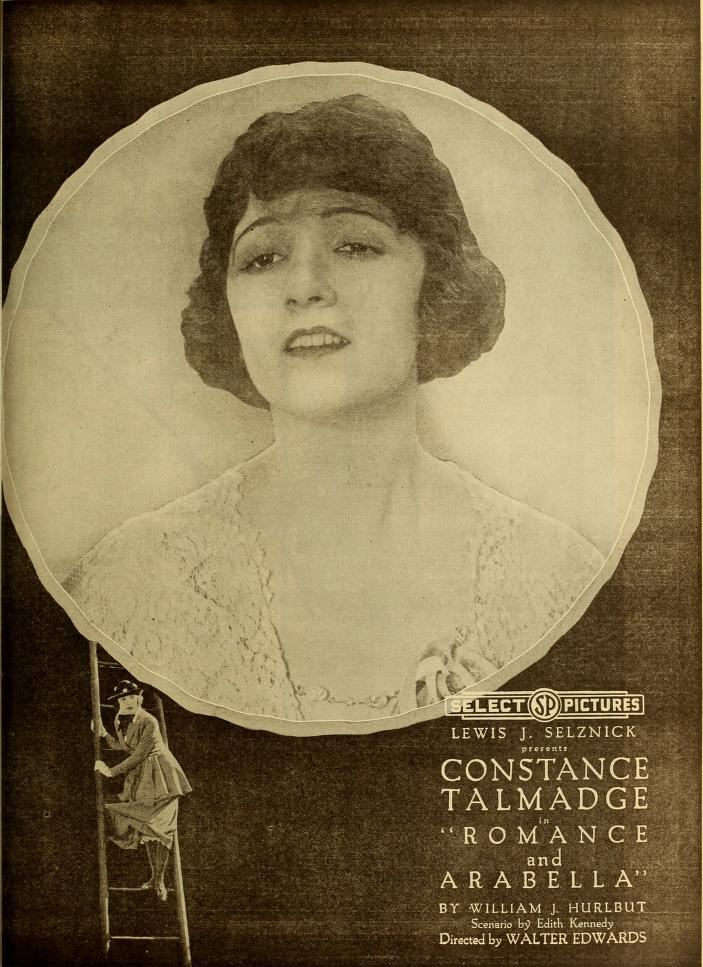
Romance and Arabella (1919)

La primera película de Constance fue el corto, para la Vitagraph, llamado In Bridal Attire, en 1914, pero pronto dio el paso al largometraje. No pudo hacerlo en mejores manos que en las de David Wark Griffith, para quien trabajó en Intolerancia, una de sus obras maestras, en 1916. Desde entonces, Constance se convirtió en una de las más afamadas actrices y flappers del mundo del espectáculo, protagonizando infinidad de cortometrajes cómicos durante los años 1910 y 1920. Esto le proporcionó una inmejorable situación económica que utilizó para crear su propia productora.
Fue famosa en estos años también por su ajetreada vida sentimental, que la llevaría al altar cuatro veces, con John Pialoglou (1920-1922), siendo celebrada la boda en una ceremonia doble junto con la de James Rennie y Dorothy Gish), Alastair MacIntosh, solo por un año (de 1926 a 1927), Townsend Metcher (1929-1931) y Walter Michael Giblon (1939-1964).
Como a su hermana Norma, la llegada del cine sonoro la apartó totalmente del trabajo de actriz y la sumió en el olvido, ya que ni tenía una voz bonita ni un acento neutral (sino fuertemente característico de su lugar natal, Brooklyn).